# Oreókastro (Thessalonique)
Oreókastro (grec moderne : Ωραιόκαστρο) est une localité située dans le dème d'Oreókastro, dans le district régional de Thessalonique, dans la periphérie de Macédoine-Centrale, en Grèce.
Selon le recensement de 2011, elle compte 20 852 habitants.